# Rhaphidophora spuria
Rhaphidophora spuria (Schott) Nicolson  – gatunek wieloletnich, wiecznie zielonych pnączy z rodziny obrazkowatych, pochodzących z obszaru od Papui-Nowej Gwinei do wysp południowo-zachodniego Pacyfiku, zasiedlających lasy deszczowe. Komórki tych roślin posiadają 60 chromosomów tworzących 30 par homologicznych.